# FK Mladost Velika Obarska
Der Fudbalski Klub Mladost Velika Obarska (Serbisch kyrillisch: ФК Младост Велика Обарска) ist ein bosnisch-herzegowinischer Fußballverein aus Velika Obarska. Der Verein spielt aktuell in einer der unteren Ligen Bosnien und Herzegowinas.

## Allgemeines
Der Verein wurde 1948 gegründet
und spielte seitdem in den unteren Ligen des ehemaligen Jugoslawien. Nach dem Zerfall Jugoslawiens trat der Verein in den Ligen der Republika Srpska an. Nach dem Gewinn der Meisterschaft 2013 in der Prva Liga RS spielte der Verein zwei Jahre lang in der höchsten bosnisch-herzegowinischen Liga. Die erste Saison im Oberhaus beendete der Verein relativ gesichert im Mittelfeld der Tabelle. Im zweiten Jahr folgte jedoch der Wiederabstieg in die Prva Liga RS.

## Stadion
Mladost Velika Obarska trägt seine Heimspiele im Stadion Velika Obarska aus. Das Stadion hat eine Kapazität von 1.000 Plätzen.

## Erfolge
- Meister der Prva Liga RS: 2013